# Spathuliger cariei
Spathuliger cariei är en skalbaggsart som först beskrevs av Stefan von Breuning 1948.  Spathuliger cariei ingår i släktet Spathuliger och familjen långhorningar. Inga underarter finns listade i Catalogue of Life.